# Zoe (película)
Zoe es una película de ciencia ficción romántica estadounidense de 2018 dirigida por Drake Doremus y protagonizada por Ewan McGregor, Léa Seydoux, Christina Aguilera, Rashida Jones y Miranda Otto.
La película tuvo su estreno mundial en el Festival de Cine de Tribeca el 21 de abril de 2018. Fue lanzado el 20 de julio de 2018 por Amazon Studios.

## Argumento
En un futuro no muy lejano, la tecnología más avanzada ha convertido las relaciones románticas en una ciencia: una prueba computarizada puede determinar la probabilidad de una relación amorosa exitosa entre dos personas, y se han diseñado androides, conocidos como "sintéticos". para ser las parejas ideales, son completamente comprensivos y nunca se irán. Zoe (Léa Seydoux) y Cole (Ewan McGregor) trabajan en el centro de investigación encargado de desarrollar esta tecnología. Ambos son amigos, pero Zoe está enamorada de él y se decepciona cuando realiza la prueba de compatibilidad y descubre que tienen un 0% de compatibilidad. Cuando se lo dice a Cole, él le dice amablemente que ella es sintética.
Los sintéticos siempre habían sido programados para saber que eran sintéticos, pero Zoe era un nuevo modelo y un experimento para ver si un sintético podría pasar por humano. Aunque se le han implantado recuerdos falsos que creía que eran suyos, como en Blade Runner, está claro que Zoe es especial ya que ha desarrollado sus propios sentimientos. Cole lleva suavemente a Zoe al mundo con esta nueva autoconciencia, viendo sus reacciones, pero a la vez enamorándose de ella. Él desconfía de tener contacto físico con ella, pero eventualmente lo hacen. Zoe siente que Cole se está conteniendo.
Cuando Zoe es atropellada por un coche, dejando al descubierto sus órganos sintéticos y Cole la repara, tras esto Cole se aleja de Zoe. Mientras tanto, la compañía de inteligencia artificial ha cambiado de dirección para lanzar Benysol, una píldora que le da a la persona que la toma la sensación de estar enamorada durante varias horas. es un gran éxito, la gente va a las discotecas de Benysol e incluso pasa el rato en ciertos parques para conocer a gente con la que tomarla. Cole y Zoe claramente se añoran, pero ambos toman Benysol con múltiples parejas, lo que los deja sintiéndose vacíos. Los amigos de Cole lo alientan a estar con Zoe, aunque ella sea sintética, pero él no puede hacerlo. Un día, Zoe visita el laboratorio de IA y descubre una habitación llena de Zoes, la próxima generación de ella, Zoe 2.0. Se da cuenta de que no desea vivir sin Cole y visita un burdel donde le pide al dueño que la encierre. Sin embargo, en el último momento cambia de opinión y algunas de las chicas del burdel la llevan a su apartamento, donde Cole la encuentra y le profesa su amor. Ella llora, lo que se suponía que su modelo no podía hacer.

## Reparto
- Ewan McGregor como Cole
- Léa Seydoux como Zoe
- Christina Aguilera como Jewels
- Theo James como Ash
- Rashida Jones como Emma
- Miranda Otto como The Designer
- Matthew Gray Gubler como Michael

## Producción
El 19 de agosto de 2016, se anunció que Charlie Hunnam y Léa Seydoux protagonizarían una película romántica de ciencia ficción sin título, que Drake Doremus dirigiría a partir de un guion de Rich Greenberg, quien colaboró con Doremus en la serie web ganadora del Emmy The Beauty Inside. El 25 de octubre de 2016, IM Global de Stuart Ford se incorporó para financiar completamente la película, titulada Zoe, con Michael Pruss de Scott Free Productions como productor junto con Doremus y Robert George. Para mayo de 2017, Ewan McGregor reemplazó a Hunnam en la película, se agregó un reparto formado por Christina Aguilera, Theo James, Rashida Jones, Miranda Otto y Matthew Gray Gubler, y se estableció una fecha de inicio de rodaje para el 8 de mayo. en Montréal

## Estreno
La película tuvo su estreno mundial en el Festival de Cine de Tribeca el 21 de abril de 2018. Antes del estreno, Amazon Studios adquirió los derechos de distribución de la película en los Estados Unidos, Canadá, el Reino Unido, la República de Irlanda, Italia, Australia y Nueva Zelanda, mientras que Netflix adquirió los derechos de distribución para estrenar la película como Película original de Netflix en Japón y el Benelux. IM Global se fusionó con Open Road Films (que previamente co-lanzó Gleason con Amazon) para formar Global Road Entertainment.
La película se estrenó el 20 de julio de 2018.

## Recepción
En el sitio web del agregador de reseñas Rotten Tomatoes, la película tiene un índice de aprobación del 32%, basado en 25 reseñas, y una calificación promedio de 4.3/10. Su consenso afirma que "Zoe tiene algunas ideas interesantes, pero nunca logra controlarlas satisfactoriamente, conformándose con una ciencia ficción de movimiento lento que finalmente no logra involucrarse". En Metacritic, la película tiene una puntuación media ponderada de 39 sobre 100, basada en 10 críticos, lo que indica "críticas generalmente desfavorables". Morgan Rojas de Cinemacy creía que "las actuaciones de McGregor y Seydoux son igualmente crudas y vulnerables", y que Aguilera agregó un "poder de estrella" a la película. La editora de Common Sense Media, Andrea Beach, elogió la película por las dos actuaciones principales y el trabajo adicional de "secundarias talentosas: Rashida Jones, Miranda Otto y Christina Aguilera".